# 대한민국 형법 제63조
대한민국 형법 제63조는 집행유예의 실효에 대한 형법총칙의 조문이다.

## 조문
제63조(집행유예의 실효) 집행유예의 선고를 받은 자가 유예기간 중 고의로 범한 죄로 금고 이상의 실형을 선고받아 그 판결이 확정된 때에는 집행유예의 선고는 효력을 잃는다.  <개정 2005.7.29.>

第63絛(執行猶豫의 失效) 執行猶豫의 宣告를 받은 者가 猶豫期間 中 故意로 犯한 罪로 禁錮以上의 實刑을 宣告받아 그 判決이 確定된 때에는 執行猶豫의 宣告는 效力을 잃는다. <改正 2005.7.29.>

## 참고 문헌
- 신이철, 형법총론, 경찰승진연구회, 2005. ISBN 9788988777886
- 조현욱, 형법총론강의, 진원사, 2008 ISBN 9788990904621
- 손동권, 형법총론, 栗谷出版社, 2011. ISBN 9788991830936